# Mantispa bella
Mantispa bella är en insektsart som beskrevs av Shinji Kuwayama 1925. Mantispa bella ingår i släktet Mantispa och familjen fångsländor. Inga underarter finns listade i Catalogue of Life.